# Lepadogaster candolii
Lepadogaster candolii é uma espécie de peixe pertencente à família Gobiesocidae.
A autoridade científica da espécie é Risso, tendo sido descrita no ano de 1810.

## Portugal
Encontra-se presente em Portugal, onde é uma espécie nativa.

## Descrição
Trata-se de uma espécie marinha. Atinge os 7,5 cm de comprimento padrão nos indivíduos do sexo masculino.